# Zvenigorod
Zvenigorod (rusky Звенигород) je město v Rusku, v Moskevské oblasti. Město se nachází asi 30 km západně od Moskvy na břehu řeky Moskvy. Dle sčítání obyvatelstva zde v roce 2021 žilo 35 842 obyvatel.